# Svältör (vid Kalotan, Vörå)
Svältör är en ö i Finland. Den ligger i Norra kvarken, i kommunen Vörå i den ekonomiska regionen  Vasa i landskapet Österbotten, i den västra delen av landet. Svältör ligger omkring 39 kilometer nordöst om Vasa och omkring 380 kilometer norr om Helsingfors.
Svältör är 3,2 hektar och som längst 300 meter i sydöst-nordvästlig riktning.